# Sophie Hedwig von Sachsen-Merseburg
Sophie Hedwig von Sachsen-Merseburg (* 4. August 1660 in Merseburg; † 2. August 1686 in Saalfeld/Saale), eine dem Haus Wettin entstammende gebürtige Prinzessin von Sachsen-Merseburg, war die erste Herzogin von Sachsen-Saalfeld. Sie war die Mutter von Christian Ernst (1683–1745), Herzog von Sachsen-Saalfeld und ab 1735 von Sachsen-Coburg-Saalfeld, der kinderlos verstarb.

## Leben
Sophie Hedwig war das achte von elf Kindern von Christian I. (1615–1691), dem ersten Herzog von Sachsen-Merseburg, und der seit 1650 mit ihm verheirateten Christiana (1634–1701), Prinzessin von Schleswig-Holstein-Sonderburg-Glücksburg, die der älteren Linie Schleswig-Holstein-Sonderburg-Glücksburg entstammte. Christian I. war der drittälteste seinen Vater überlebende Sohn des sächsischen Kurfürsten Johann Georg I. (1585–1656) aus der Linie der Albertiner, gemäß dessen Testament er das 1657 abgegrenzte Sekundogenitur-Fürstentum Sachsen-Merseburg erhielt.
Im Alter von 19 Jahren heiratete sie am 18. Februar 1680 in Merseburg Johann Ernst (1658–1729), den jüngsten der sieben Söhne von Ernst I. (1601–1675), Herzog von Sachsen-Gotha-Altenburg, aus der anderen wettinischen Hauptlinie der Ernestiner. Fast genau drei Jahre zuvor, am 13. Februar 1677, hatte bereits Sophie Hedwigs ältere Schwester Christiane von Sachsen-Merseburg (1659–1679) Johann Ernsts älteren Bruder Christian (1653–1707), Herzog von Sachsen-Eisenberg, geehelicht, was in gewisser Weise wegweisend für diese Hochzeit war. Die Verbindung entsprach dem vergleichsweise niedrigen fürstlichen Rang der Häuser Sachsen-Merseburg und Sachsen-Saalfeld. Sophie Hedwig war Taufpatin ihrer Nichte Christiane von Sachsen-Eisenberg (1679–1722), die nur wenige Tage nach ihrer Geburt ihre Mutter verlor.
Johann Ernst erhielt fünf Jahre nach dem Tod seines Vaters – entgegen dessen testamentarischer Verfügung – beim Gothaer Hauptrezess am 24. Februar 1680, sechs Tage nach der Hochzeit mit Sophie Hedwig, das neugebildete Herzogtum Sachsen-Saalfeld. Damit wurde sie zur ersten Herzogin dieses Territoriums und sie blieb dies bis zu ihrem frühen Tod, der sie zwei Tage vor ihrem 26. Geburtstag im Zusammenhang mit der Totgeburt ihres fünften Kindes ereilte. Danach heiratete ihr Mann 1690 erneut: Seine zweite Gattin wurde Charlotte Johanna von Waldeck-Wildungen (1664–1699), Tochter des Grafen Josias (1636–1669) aus dem Haus Waldeck.
Anlässlich der Leipziger Michaelismesse im Herbst 1685 war Sophie Hedwig in Begleitung ihrer Tochter Christiane Sophie noch einmal mit ihrer Mutter Christiana zusammengetroffen. Beigesetzt wurde Sophie Hedwig in der damals als Herzogsgruft dienenden Krypta der Saalfelder Johanneskirche. Den Trauer-Panegyrikus hielt der Historiker, Theologe und Jenaer Hochschullehrer Caspar Sagittarius.

## Nachfahren
Zwei der fünf Kinder von Sophie Hedwig aus der Ehe mit Johann Ernst erreichten das Erwachsenenalter.
1. Christiane Sophie (1681–1697), Prinzessin von Sachsen-Saalfeld
2. totgeborene Tochter (1682)
3. Christian Ernst (1683–1745), Herzog von Sachsen-Saalfeld, ab 1735 von Sachsen-Coburg-Saalfeld, ⚭ 1724 Christiane Friederike von Koß (1686–1743), Tochter des reußischen Oberforstmeisters[6] und saalfeldischen Kammerjunkers[7] Günther Christoph von Koß[8] (1653–1710[9]) auf Kitzerstein und der Anna Elisabeth, Tochter des Wolff Christoph von Breitenbauch (1631–1672), auf Burg Rahnis, Brandenstein, Gröst und Betzkendorf, kursächsischen Kammerjunkers, und der Maria Magdalena, geb. Pflugk aus dem Hause Strehla.[10]
4. Charlotte Wilhelmine (1685–1767), Prinzessin von Sachsen-Saalfeld, ⚭ 1705 Philipp Reinhard (1664–1712), Graf von Hanau-Münzenberg
5. totgeborener Sohn (1686)